# Esther Drummond
Esther Drummond est un personnage de la série Torchwood. Elle apparaît dans Torchwood : Le Jour du Miracle et est interprétée par Alexa Havins.
Il s'agit d'une bureaucrate et analyste de la CIA qui rêve de voir le terrain et avoir un rôle plus actif. C'est aussi une chrétienne qui a une foi optimiste en l'humanité. Les circonstances la mettent en présence de Rex Matheson et l'impliquent dans l'aventure de Torchwood.
Son implication dans l'affaire Torchwood lui coûtera la vie, puisqu'elle est abattue à Buenos Aires par un membre des trois familles, en essayant d'arrêter "la Bénédiction".
À la fin du dernier épisode de la saison 4, on voit ses funérailles dans une chapelle nommée 'Chapelle des Jardins'.
Après les funérailles, Harkness fait remarquer à Rex Matheson qu'au vu du grand nombre de décès survenus après l'arrêt de la Bénédiction, elle a de la chance d'avoir une messe entière, puisqu'"il y a dix enterrements par heure ces derniers jours, il faut rattraper le temps perdu".